# NGC 5973
NGC 5973 (другое обозначение — PGC 55757) — галактика в созвездии Весы.
Этот объект входит в число перечисленных в оригинальной редакции «Нового общего каталога».